# (425) Cornelia
(425) Cornelia es un asteroide perteneciente al cinturón de asteroides descubierto el 28 de diciembre de 1896 por Auguste Honoré Charlois desde el observatorio de Niza, Francia.
Está posiblemente nombrado en honor de Cornelia, hija de Escipión el Africano y madre de los Gracos.